# Бентлі (Айова)
Бентлі (англ. Bentley) — переписна місцевість (CDP) в США, в окрузі Поттаваттамі штату Айова. Населення — 93 особи (2020).

## Географія
Бентлі розташоване за координатами 41°22′32″ пн. ш. 95°37′21″ зх. д. / 41.37556° пн. ш. 95.62250° зх. д. (41.375546, -95.622501).  За даними Бюро перепису населення США в 2010 році переписна місцевість мала площу 2,66 км², уся площа — суходіл.

## Демографія
Згідно з переписом 2010 року, у переписній місцевості мешкало 118 осіб у 38 домогосподарствах у складі 32 родин. Густота населення становила 44 особи/км².  Було 50 помешкань (19/км²).
Расовий склад населення:
| - 94,9 % — білих |

До двох чи більше рас належало 4,2 %. Частка іспаномовних становила 1,7 % від усіх жителів.
За віковим діапазоном населення розподілялося таким чином: 28,0 % — особи молодші 18 років, 62,7 % — особи у віці 18—64 років, 9,3 % — особи у віці 65 років та старші. Медіана віку мешканця становила 36,0 року. На 100 осіб жіночої статі у переписній місцевості припадало 122,6 чоловіків;  на 100 жінок у віці від 18 років та старших — 107,3 чоловіків також старших 18 років.
Середній дохід на одне домашнє господарство  становив 113 261 долар США (медіана — 110 625), а середній дохід на одну сім'ю — 113 261 долар (медіана — 110 625). 
Цивільне працевлаштоване населення становило 95 осіб. Основні галузі зайнятості: будівництво — 43,2 %, освіта, охорона здоров'я та соціальна допомога — 18,9 %, публічна адміністрація — 17,9 %.